# Ламбропулос, Эммануэлла
Эммануэ́лла Ламбро́пулос (Ламбропу́лу) (греч. Εμμανουέλα Λαμπροπούλου, англ. Emmanuella Lambropoulos; род. 12 сентября 1990, Сен-Лоран, Монреаль, Квебек, Канада) — канадский политик-либерал, член Палаты общин Канады от избирательного округа Сен-Лоран (с 2017 года). Самый молодой член Парламента Канады.

## Биография
Родилась в 1990/1991 году в боро Сен-Лоран (Монреаль, Квебек, Канада) в семье греков. Отец Эммануэллы родом из города Триполи (Пелопоннес, Греция), а мать — из деревни Апирантос (Наксос, Киклады, Греция).
В 2009 году окончила колледж.
В 2013 году получила степень бакалавра педагогических наук в Университете Макгилла, где продолжает учиться в магистратуре (2014—2018). Являлась президентом Греческой ассоциации.
С 2016 года работает учительницей французского языка и истории в одной из средних школ Монреаля.
C 2017 года — член Палаты общин Канады от избирательного округа Сен-Лоран. На выборах 2019 года была переизбрана в парламент с 58,9 % голосов избирателей.
Свободно владеет французским, английским и греческим языками.